# Otrovni guževi
Otrovni guževi ili guje (lat. Elapidae), porodica zmija s oko 170 vrsta. To je uz ljutice druga velika porodica otrovnica. U ovoj porodici je veliki broj vrsta s vrlo učinkovitim nervnim otrovom, kao na primjer tajpani, kobre, mambe, Notechis i australske smeđe zmije. Za razliku od običnih guževa (Colubridae), otrovni guževi stvaraju otrovni sekret koji injiciraju u žrtvu ili neprijatelja svojim dugim otrovnim zubima koje imaju sprijeda u gornjoj čeljusti. 

## Osobine
Otrovni guževi svojim osnovnim obilježjima vrlo malo se razlikuju od svojih bliskih srodnika, guževa, iako pojedine vrste mogu imati neke anatomske posebnosti. Tako na primjer različiti rodovi kobri imaju rastezljivi vratni ovoj koji šire da bi izgledale prijeteće kad žele uplašiti neprijatelja, a morske zmije su se svojom vanjskom i unutrašnjom anatomijom prilagodile životu u vodi.
Najvažnija razlika između otrovnih i običnih guževa sastoji se u građi otrovnih žlijezda i otrovnih zuba. Zubi otrovnih guževa (guja) su smješteni sasvim sprijeda u čeljusti i imaju kanal kojim prolazi otrov. Kod nekih vrsta, kao kod južnoafričke kobre pljuvačice (Hemachatus hsemachatus) zubi su tako preoblikovani, da životinja može svoj otrov izbaciti na daljinu od više metara.

## Rasprostranjenost
Otrovni guževi žive u gotovo svim tropskim i suptropskim područjima, pa sukladno tome, žive na svim kontinentima osim u Europi i na Antarktici. Osim toga, morske zmije koje također spadaju u ovu porodicu, mogu se sresti u svim toplim morima, naročito u Indijskom i Tihom oceanu.

## Sistematika
Najvažnijom automorfnom osobinom ove porodice smatra se građa njihovog otrovnog aparata, koji je sprijeda u čeljusti. Tako naprimjer neke vrste guževa također imaju otrovne žlijezde, ali su im zubi smješteni duboko u grlu, pa ih se razvrstava u obične guževe (Colubridae).
Otrovni guževi se dijele u dvije takse kojima se daje razina potporodice. Jedna su pravi otrovni guževi (Elapinae), a druga su morske zmije i australazijski otrovni guževi (Hydrophiinae). Sljedeći popis sadrži do sada poznate rodove ove porodice:
Potporodica pravi otrovni guževi (Elapinae)
- Aspidelaps
- Boulengerina
- Bungarus
- Calliophis
- Mambe (Dendroaspis)
- Elapsoidea
- Kobre pljuvačice (Hemachatus)
- Hemibungarus
- Harlekinske kobre (Homoroselaps)
- Micruroides
- Micrurus
- Prave kobre (Naja)
- Kraljevske kobre (Ophiophagus)
- Paranaja
- Šumske kobre (Pseudohaje)
- Pustinjske kobre (Walterinnesia)

Potporodica Morske zmije i australazijski otrovni guževi (Hydrophiinae)
- Acalyptophis
- Acanthophis
- Aipysurus
- Aspidomorphus
- Astrotia
- Austrelaps
- Cacophis
- Denisonia
- Smeđe zmije (Demansia)
- Disteira
- Drysdalia
- Echiopsis
- Elapognathus
- Emydocephalus
- Enhydrina
- Ephalophis
- Furina
- Hemiaspis
- Hoplocephalus
- Hydrelaps
- Hydrophis
- Kerilia
- Kolpophis
- Lapemis
- Laticauda
- Loveridgelaps
- Micropechis
- Notechis
- Ogmodon
- Tajpani (Oxyuranus)
- Pailsus
- Parahydrophis
- Parapistocalamus
- Pelamis
- Pseudechis
- Pseudonaja
- Rhinoplocephalus
- Salomonelaps
- Simoselaps
- Suta
- Thalassophina
- Thalassophis
- Toxicocalamus
- Tropidechis
- Vermicella